# Yūzen

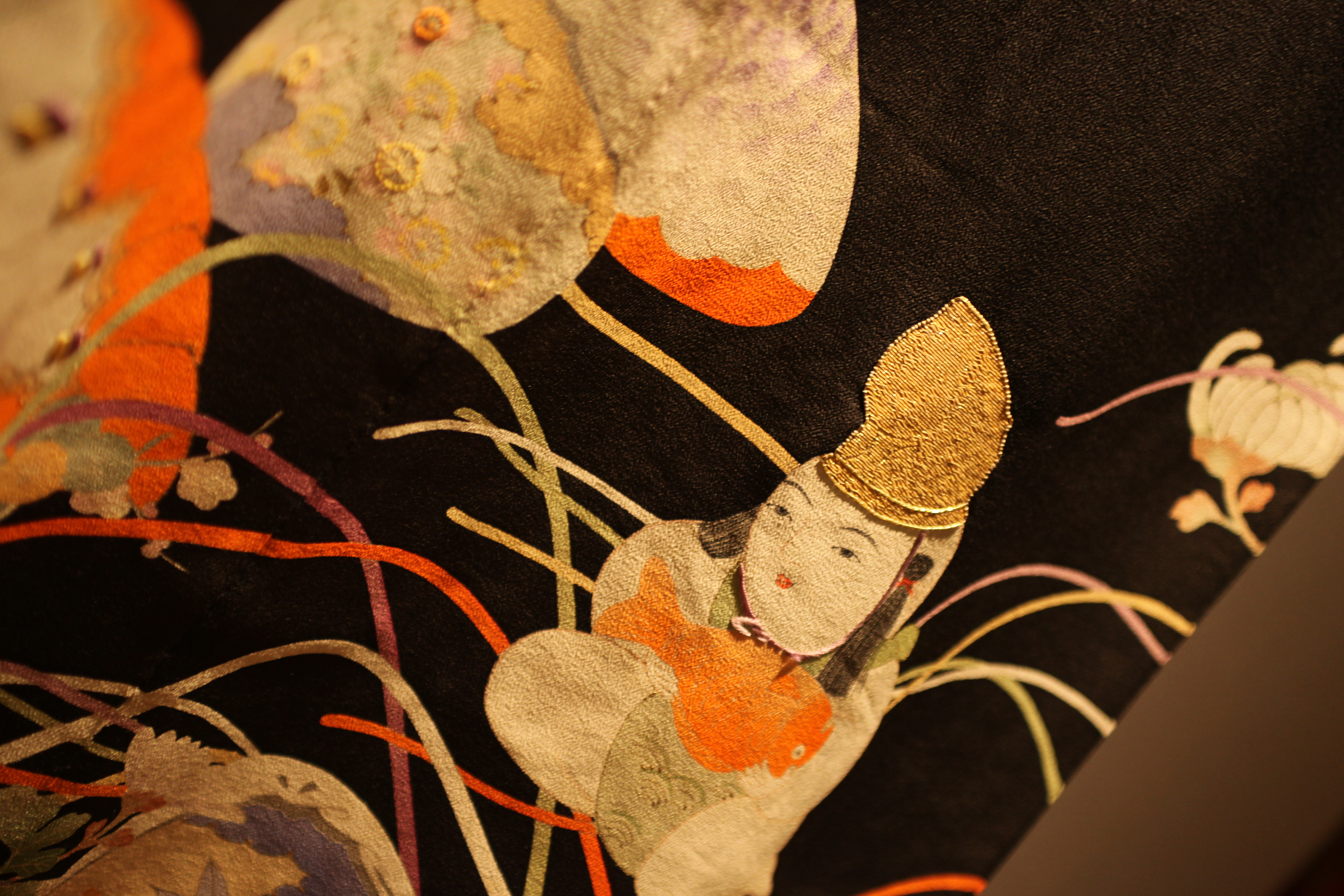
Détails d'une création textile par l'art du yūzen.

Le yūzen (友禅) ou yūzenzome (友禅染) est un artisanat japonais de teinture sur textile créé par Miyazaki Yûzensai pendant la période Edo. Il utilise plusieurs procédés, tels que la teinture au pinceau, la protection de zones à la cire, à la façon des batik, ou encore des dépôts de matières, telles que des feuilles d'or.
Apparue au XVIIe siècle, cette technique s'est popularisée à la fois comme un moyen de contourner les lois somptuaires sur les tissus vestimentaires et comme un moyen d'améliorer la qualité des vêtements. À l'époque, les paysages et les scènes de ville sont des motifs communs pour les habillements teints en yūzen.
Trois variantes principales de yūzen se distinguent : le 京友禅 (kyô yūzen), employé dans la région de Kyoto et Uji ; le 加賀友禅 (kaga yuzen), conçu dans la préfecture d'Ishikawa ; et l'江戸友禅 (edo yuzen). Depuis 1976, le yūzen est reconnu et protégé par le gouvernement japonais au titre d'artisanat traditionnel.